# Рајхвајлер
Рајхвајлер (њем. Reichweiler) општина је у њемачкој савезној држави Рајна-Палатинат. Једно је од 98 општинских средишта округа Кузел. Према процјени из 2010. у општини је живјело 555 становника. Посједује регионалну шифру (AGS) 7336084.

## Географски и демографски подаци
Рајхвајлер се налази у савезној држави Рајна-Палатинат у округу Кузел. Општина се налази на надморској висини од 380 метара. Површина општине износи 3,9 km². У самом мјесту је, према процјени из 2010. године, живјело 555 становника. Просјечна густина становништва износи 143 становника/km².